# A fizika ágazatai

A fizika fő területei

A fizika az anyag és az energia valamilyen kölcsönhatásával foglalkozó tudományág. Illetve ezen kívül számos további rendszerrel foglalkozik, amelyekről a fizikusok rengeteg elméletet fejlesztettek ki, amelyeket a mai napig alkalmaznak. Ezeket az elméleteket általában számos alkalommal tesztelik, mielőtt elfogadják őket a természetbeli folyamatok helyes leírásaként (egy bizonyos tartományban). Például a klasszikus mechanika elmélete pontosan leírja a tárgyak mozgását, feltéve, hogy azok sokkal nagyobbak, mint egy atom, és mozgási sebességük jelentősen kisebb, mint a fénysebesség. Ezek a „központi elméletek” fontos eszközei egyes területek pontosabb kutatásának, és minden fizikustól elvárt, hogy jártas legyen bennük.

## Klasszikus mechanika
A klasszikus mechanika a testre ható erőket és az erők által kiváltott mozgást modellezi, tartalmaz alágakat, leírja a szilárd testeket, gázokat és folyadékokat. Gyakran newtoni mechanikaként hivatkoznak rá, Isaac Newton és az általa leírt törvények miatt. Emellett tartalmaz további általános módszereket, mint a Hamilton- és Lagrange-módszerek. Foglalkozik a részecskék mozgásával és általános részecskerendszerekkel.
A klasszikus mechanikának sok további ága van, mint például: statika, dinamika, kinematika, folytonos közegek mechanikája (amely tartalmazza a áramlástant) és a statisztikus mechanika.

## Termodinamika és statisztikus mechanika
Richard Feynman fizika-előadásainak (The Feynman Lectures on Physics) első fejezetében az atomok létezéséről szól, Feynman ezt a kijelentést a legösszetettebb fizikai kijelentésnek tartotta, melyből a fizika akkor is levezethető, ha minden más tudás elveszik. Az anyag kemény gömbök gyűjteményeként való modellezése lehetővé teszi a gázok kinetikus elméletének leírását, amelyen a klasszikus termodinamika alapul.
A termodinamika a hőmérséklet, a nyomás, a térfogat változásainak fizikai rendszerekre gyakorolt hatásait vizsgálja makroszkopikus méretekben, illetve az energia hő formájában történő átadását. A termodinamika a történelem folyamán a korai gőzgépek hatékonyságának javítása iránti vágyból alakult ki.
A legtöbb termodinamikai probléma kiindulási pontja a termodinamika alaptörvényei, amelyek feltételezik, hogy az energia átadható fizikai rendszerek között hő vagy munka formájában. Azt is feltételezik, hogy létezik egy entrópia nevű mennyiség, amely bármelyre rendszerre meghatározható. A termodinamikai vizsgálatok során megvizsgálják és kategorizálják a nagy tárgyegyüttesek közötti kölcsönhatásokat. Ennek központi eleme a rendszer és a környezet fogalma. A rendszerek részecskékből állnak, amelyek átlagos mozgásai meghatározzák a rendszer tulajdonságait, amelyek az állapotegyenleteken keresztül kapcsolódnak egymáshoz. A tulajdonságok kombinálhatók a belső energia és a termodinamikai potenciál kifejezésére, amelyek hasznosak az egyensúlyi és a spontán folyamatok feltételeinek meghatározásában.

Az elektromágnesességben is használt Maxwell-egyenletek

## Elektromágnesesség és elektronika
Az elektronok, az elektromos közegek, a mágnesek, a mágneses mezők és a fény általános interakcióival foglalkozik.

## Relativisztikus mechanika
A speciális relativitáselmélet kapcsolatban áll az elektromágnesességgel és a mechanikával, vagyis a relativitáselmélet és a mechanikusan helyhez kötött hatás elve felhasználható Maxwell-egyenletek levezetésére, és fordítva.
A speciális relativitáselméletet 1905-ben Albert Einstein javasolta A mozgó testek elektrodinamikájáról (On the Electrodynamics of Moving Bodies) című cikkében. A cikk címe arra a tényre utal, hogy a speciális relativitáselmélet következetlenséget old meg Maxwell egyenletei és a klasszikus mechanika között. Az elmélet két feltételezésen alapul: (1) a fizika törvényeinek matematikai formái változatlanok minden inerciarendszerben, és (2) hogy a fénysebesség vákuumban állandó és független a forrástól vagy a megfigyelőtől. A két feltétel összeegyeztetése megköveteli a tér és az idő egyesítését a téridő keretfüggő koncepciójába.
Az általános relativitáselmélet a gravitáció geometriai elmélete, amelyet Albert Einstein 1915/16-ban publikált. Egyesíti a speciális relativitáselméletet, Newton gravitációs törvényét és azt a feltevését, hogy a gravitáció leírható a téridő görbületével. Az általános relativitáselméleti viszonyok szerint a téridő görbületét az anyag és a sugárzás energiája hozza létre.

## Kvantummechanika

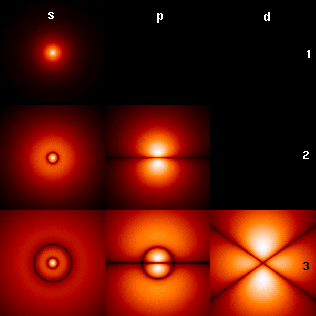
Az első hidrogénatom elektronpályája

A kvantummechanika a fizikában az atomi és szubatomi rendszereket, valamint a sugárzással való kölcsönhatásukat vizsgálja. Azon a megfigyelésen alapul, hogy az energia minden formája diszkrét egységekben vagy kötegekben szabadul fel, amelyeket "kvantának" nevezünk. Figyelemre méltó, hogy a kvantumelmélet tipikusan csak a szubatomi részecskék megfigyelt tulajdonságainak valószínűségi vagy statisztikai kiszámítását teszi lehetővé, a hullámfunkciók szempontjából. A Schrödinger-egyenlet azt a szerepet tölti be a kvantummechanikában, amit Newton törvényei és az energiamegmaradás a klasszikus mechanikában (tehát előre jelzi a dinamikus rendszer jövőbeli viselkedését), és egy hullámegyenlet, amelyet a hullámfunkciók megoldására használnak.
Például az atom által kibocsátott vagy elnyelt fénynek vagy elektromágneses sugárzásnak csak bizonyos frekvenciái (vagy hullámhosszai) vannak, ami az atomhoz tartozó vonalspektrumból is látható. A kvantumelmélet azt mutatja, hogy ezek a frekvenciák a fénykvantátok vagy fotonok meghatározott energiáinak felelnek meg, és abból erednek, hogy az atom elektronjai csak bizonyos megengedett energiaértékekkel vagy szintekkel rendelkezhetnek, amikor egy elektron az egyik megengedett szintről a másikra ugrik, olyan energiamennyiséget bocsát ki vagy nyel el, amelynek frekvenciája közvetlenül arányos a két szint közötti energiakülönbséggel. A fényelektromos hatás tovább erősítette a fény kvantálásának elméletét.

A kvantummechanikában is használt Schrödinger-egyenlet

1924-ben Louis de Broglie azt javasolta, hogy a fényhullámoknak ne csak részecskeszerű tulajdonságai legyenek, hanem  hullámszerű tulajdonságaik is. Ezután két különböző kvantummechanikai formulát mutattak be válaszul de Broglie javaslatára. Erwin Schrödinger hullámmechanikája (1926) magában foglalja matematikai formulák és a hullámfüggvény használatát, amely összefüggésben áll egy részecske megtalálásának valószínűségével az adott térbeli pontban. Werner Heisenberg mátrixmechanikája (1925) nem tesz említést a hullámfunkciókról vagy hasonló fogalmakról, de matematikailag ekvivalensnek bizonyult Schrödinger elméletével. A kvantumelmélet különösen fontos felfedezése a bizonytalanság elve, amelyet Heisenberg 1927-ben mondott ki, és amely abszolút elméleti korlátot szab bizonyos mérések pontosságára. Ennek eredményeként el kellett hagyni a korábbi tudósok azon feltevését, miszerint egy rendszer fizikai állapotát pontosan meg lehet mérni és felhasználni a jövőbeli állapotok előrejelzésére. A kvantummechanikát a relativitáselmélettel kombinálta Paul Dirac a saját megfogalmazásában. Egyéb eredmények közé tartozik a kvantumstatisztika, a kvantum-elektrodinamika, amely a töltött részecskék és az elektromágneses mezők közötti kölcsönhatásokkal foglalkozik és annak általánosításával, a kvantummező-elmélettel.

### Húrelmélet
A húrelmélet egy lehetséges megoldás egy olyan elmélet kidolgozására, amely egyesíti a kvantummechanikát az általános relativitáselmélettel. Ennek az elméletnek a célja, hogy képes legyen megjósolni mind a kis, mind a nagy objektumok tulajdonságait. Ez az elmélet jelenleg kidolgozás alatt van.

## Optika, atomi, molekuláris és optikai fizika
Az optika a fény és az annak felhasználására vagy észlelésére létrehozott eszközök (azaz távcsövek, spektrométerek stb.) tanulmányozásával foglalkozik. Az atomfizika, a molekuláris fizika és az optikai fizika az atomok, a molekulák és a fény fizikai tulajdonságait vizsgálják.

## Kondenzált anyagok fizikája
Az anyag fizikai tulajdonságainak vizsgálata kondenzált fázisban.

## Nagy energiájú/részecskefizika és nukleáris fizika
A részecskefizika a részecskék természetét, míg a nukleáris fizika az atommagokat és tulajdonságaikat vizsgálja.

## Kozmológia
A kozmológia az univerzum keletkezését, annak okait és nem utolsósorban jövőjét tanulmányozza.

## Más tudományterületekkel kapcsolatos alterületek
- Asztrofizika: Az asztrofizika az univerzum fizikáját tanulmányozza, beleértve a csillagászatban az égitesteket és kölcsönhatásaikat.
- Biofizika: A biológiai folyamatok fizikai kölcsönhatásainak tanulmányozása.
- Kémiai fizika: A kémiai-fizikai kapcsolatok tudománya.
- Számítási fizika: Számítógépek és numerikus módszerek alkalmazása a fizikai rendszerekben.
- Gazdaságfizika: A fizikai folyamatok kapcsolata a gazdaságtudományokkal.
- Mérnöki fizika: A fizika és a mérnöki tudományok kombinálásából származó tudomány.
- Geofizika: A fizikai tudományok kapcsolata a Földön.
- Matematikai fizika: A fizikai problémákra vonatkozó matematika.
- Orvosi fizika: A fizika alkalmazása a betegségek megelőzésében, diagnózisában és kezelésében.
- Kvantumszámítás: Kvantummechanikus számítási rendszerek tanulmányozása, fejlesztése.